# L'Homme devant la mort
L’Homme devant la mort est un essai de Philippe Ariès  publié en 1977 qui reprend les thèmes d’un premier ouvrage Essais sur l'histoire de la mort en Occident  (1975).

## Analyse
Pour traiter son sujet, Philippe Ariès constitua un corpus documentaire varié (sources littéraires, liturgiques, testamentaires, épigraphiques et surtout iconographiques) et balaya la période allant du Moyen Âge à nos jours. Il s’agit donc d’une histoire de la longue durée comme l’a définie Fernand Braudel.

Selon Philippe Ariès, il existe une relation « entre l’attitude devant la mort et la conscience de soi, de son degré d’être, plus simplement de son individualité ». Il observe « la persistance pendant des millénaires d’une attitude presque inchangée devant la mort, qui traduisait une résignation naïve et spontanée au destin et à la nature ».

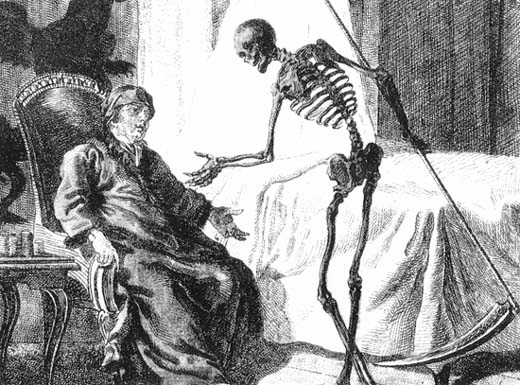
Le Mire et Oudry.- L'Homme devant une allégorie de la mort.

Cependant, à partir du XIIe siècle, l’iconographie révèle « les inquiétudes nouvelles de l’homme à la découverte de sa destinée ».  Dans les représentations religieuses et dans les attitudes naturelles, on se dirige « d’une mort conscience et condensation d’une vie, à une mort conscience et amour désespérée de cette vie ». Ainsi naquit un individualisme dans le rapport à la vie et à l’au-delà. Cette « mort de soi » n’est pas une rupture totale avec les habitudes anciennes comme en témoigne la pratique du testament : « Si, au travers des testaments, la mort est particularisée, personnalisée, si elle est aussi la mort de soi, elle reste toujours la mort immémoriale, en public, du gisant au lit ». La volonté d’être soi se matérialise par la fin de l’anonymat des tombeaux. Cette sensibilisation qui exalte la mort culmine à la fin du Moyen Âge avec les danses macabres.
Avec la Renaissance, une évolution apparaît. Le moment de la mort perd de son importance. Dans la seconde moitié du XVIIIe siècle, on enregistre « une volonté de simplicité dans les choses de la mort » qui conduit « à  une sorte d’indifférence à la mort et aux morts ».
L’art, la littérature et la médecine font revenir la mort  sous la forme du corps mort, de l’érotisme macabre et de la violence naturelle. Le culte des cimetières et des tombeaux n’est que la manifestation liturgique de la sensibilité nouvelle, celle qui, à partir de la fin du XVIIIe siècle, « rend intolérable la mort de l’autre ». Pour Philippe Ariès, à la fin du XXe siècle, ce sentiment existe toujours.
Cependant, au cours du XXe siècle, dans les régions les plus industrialisées, « un type absolument nouveau de mourir est apparu ». C’est la mort inversée : « la société a expulsé la mort, sauf celle des hommes d’État ». La mort n’est plus un fait culturel qui structure la communauté. Cette relégation de la mort est à mettre en lien avec la médicalisation de la société.

« La mort est maintenant si effacée de nos mœurs que nous avons peine à l’imaginer et à la comprendre. L’attitude ancienne où la mort est à la fois proche, familière et diminuée, insensibilisée, s’oppose trop à  la nôtre où elle fait si grand-peur que nous n’osons plus dire son nom. C’est pourquoi, quand nous appelons cette mort familière la mort apprivoisée, nous n’entendons pas par là qu’elle était autrefois sauvage et qu’elle a ensuite été domestiquée. Nous voulons dire au contraire qu’elle est aujourd’hui devenue sauvage alors qu’elle ne l’était pas auparavant. La mort la plus ancienne était apprivoisée. »

— Philippe Ariès : L'homme devant la mort, t. I : Le temps des gisants, Paris, Seuil, coll. « histoire », 1985, p. 36.
La mort apprivoisée, selon Ariès, finit quand la proximité entre mort et vivant n’est plus tolérée. La mort serait désormais de plus en plus considérée comme une transgression qui arrache l'homme à sa vie quotidienne, à sa société raisonnable, à son travail monotone, pour le soumettre à un paroxysme et le jeter alors dans un monde irrationnel, violent et cruel. La mort est aujourd’hui une rupture, alors que dans le passé elle était si présente autour de l’homme qu’elle faisait en quelque sorte partie de la vie. On pouvait effectivement mourir très facilement, et la mort ne paraissait pas comme quelque chose d’extraordinaire. Ariès donne l’exemple du cimetière, qui dans le passé était bâti intra-muros et qui aujourd’hui tend à éviter une trop grande proximité avec les vivants du centre-ville.

## Postérité
L'ouvrage est traduit en une trentaine de langues.
Emmanuel Le Roy Ladurie indique en 1978 que l'ouvrage livre « une succession haletante d’images culturelles. Avec brio, il introduit l’ordre souverain de la raison historienne dans un paysage de très longue durée ».